# أليستير ديفيس
أليستير ديفيس (بالإنجليزية: Alistair Davis)‏ هو لاعب رماية جنوب أفريقي، ولد في 1 ديسمبر 1992 في بريتوريا في جنوب أفريقيا.

## وصلات خارجية
- أليستير ديفيس على موقع أوليمبيديا (الإنجليزية)
- أليستير ديفيس على موقع اتحاد ألعاب الكومنولث (مؤرشف) (الإنجليزية)